# ヤマビル
ヤマビル（ヤマヒル、山蛭、学名：Haemadipsa zeylanica japonica）は、顎ヒル目ヒルド科の陸生ヒルの一種。山野で、ヒトを含む大型哺乳類に付着して吸血するため、衛生害虫として扱われる。

## 概要
ヤマビルは陸に棲むヒルで、吸血性のヒル類としては日本本土では唯一の陸生ヒルである。日本以外では複数の種がある場合もある。なお、より厳密を求めてニホンヤマビルとの和名も提唱されているが、普通はヤマビルと呼ばれることが多く、この項でも以降はそう記す。
山奥の森林に生息するもので、特に湿潤な場所に多いというのが一つの定見であり、深い森と結びつけて恐怖をもって語られることもある。たとえば小説『高野聖』には、「恐ろしい山蛭」が木の上から落ちてくるシーンが描かれている。もともと山奥に生息してシカやイノシシなどの血を吸っていたが、これらの動物が里山に出てくるようになったことで生息地を広げたとされる。
気づかれないうちに血を吸われ、その傷口が吸血性昆虫のそれより大きいこと、本体にぬめりがあることなどから嫌悪感が強く、「人間が最も不快と感じる動物の一つ」との声もある。しかしそれ以上の被害、たとえば寄生虫や病原体の伝搬などは知られていない。
湿度の高い環境で活発になる。乾燥に弱い。

## 分布および分類
日本では岩手・秋田県以南の本州から四国、九州に分布する。また周辺島嶼では佐渡島、金華山、淡路島、それに屋久島が知られる。ただし神奈川県の調査報告によると、四国は分布域とされているが、確実な情報がないという。国外では中国の雲南省も生息域として知られる。原名亜種は熱帯域に広く分布するものである。琉球列島でも石垣島、西表島に多く、これはサキシマヤマビル H. zeylanica rjukjuana とされる。また他に東京都（火山列島）硫黄島にイオウジマヤマビル H. zeylanica ivosimae が知られる。ただし、これらの分類については異説もあり、日本の変種を独立種とする説もある。

## 特徴
体長は25-35 mmで伸び縮みが激しく、倍くらいまで伸びる。神奈川県の報告書によると、弾力に富み、且つ丈夫で、引っ張ってもちぎれず、踏んでもつぶれないと表現されるほどである。
体は中央後方で幅広く、前後に細まるが、おおよそ円柱形で多少とも腹背に扁平。おおよそ茶褐色で栗色の縦線模様がある。背面の表面には小さなこぶ状の突起が多い。体は細かい体環に分かれているが、実際の体節はその数個分である。第二節から五節までと八節目の背面に丸く突き出た眼が一対ずつある。後方側面に耳状の突起がある。吸盤は前端と後端にあり、後端のそれがずっと大きい。口の中の顎には細かな歯がある。肛門は後方の吸盤の背面にある。

## 習性

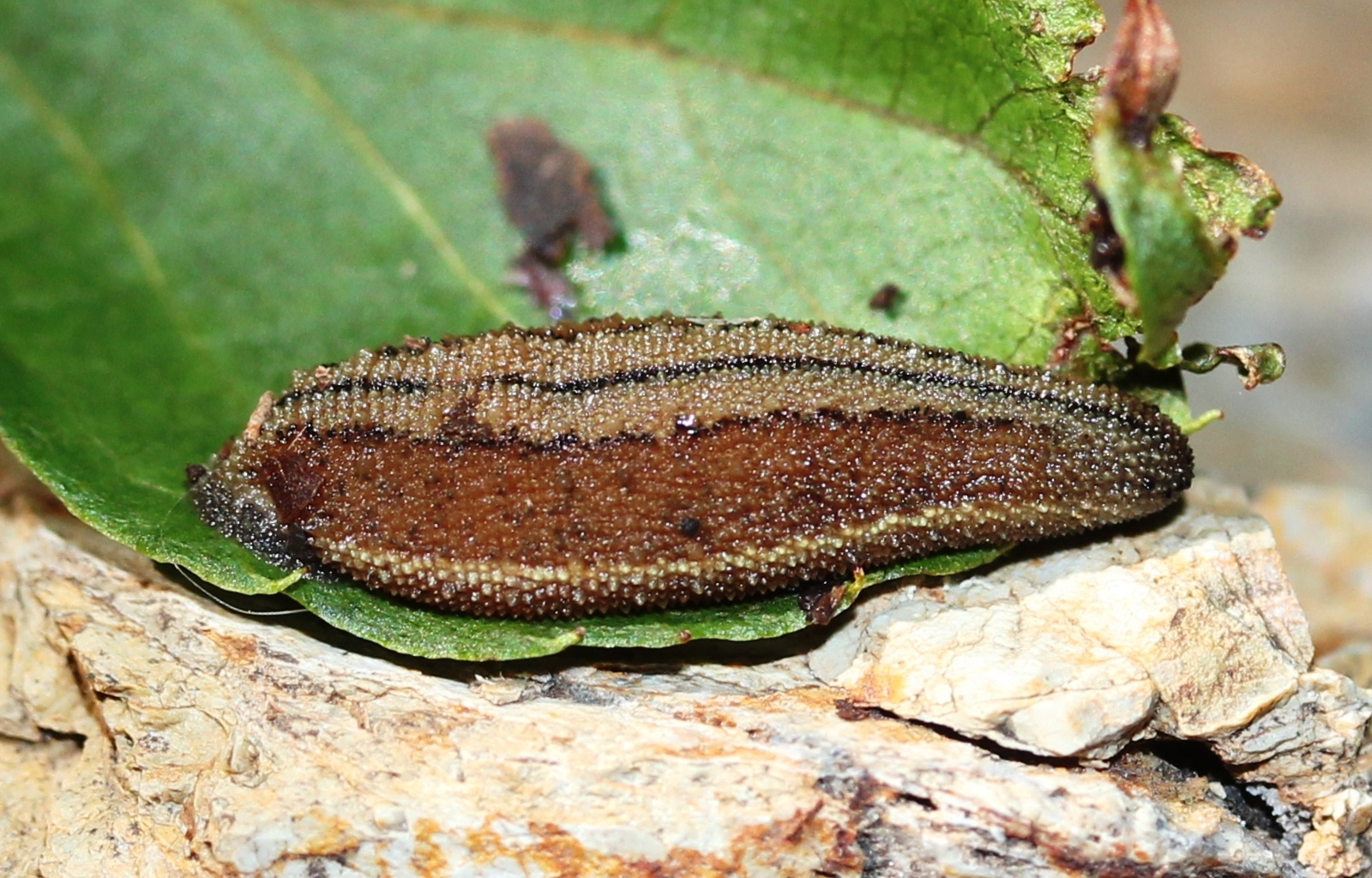
収縮した状態

晴天時には地上の落葉の下などに潜伏してじっとしているが、大型動物が接近すると表に出て、あるいは草に登って体を長く伸ばして直立し、その先端をあちこち振り回すように動かす。動物の接近は吸盤の周囲にある器官で二酸化炭素や熱（体温）などによって感知するものとされる。

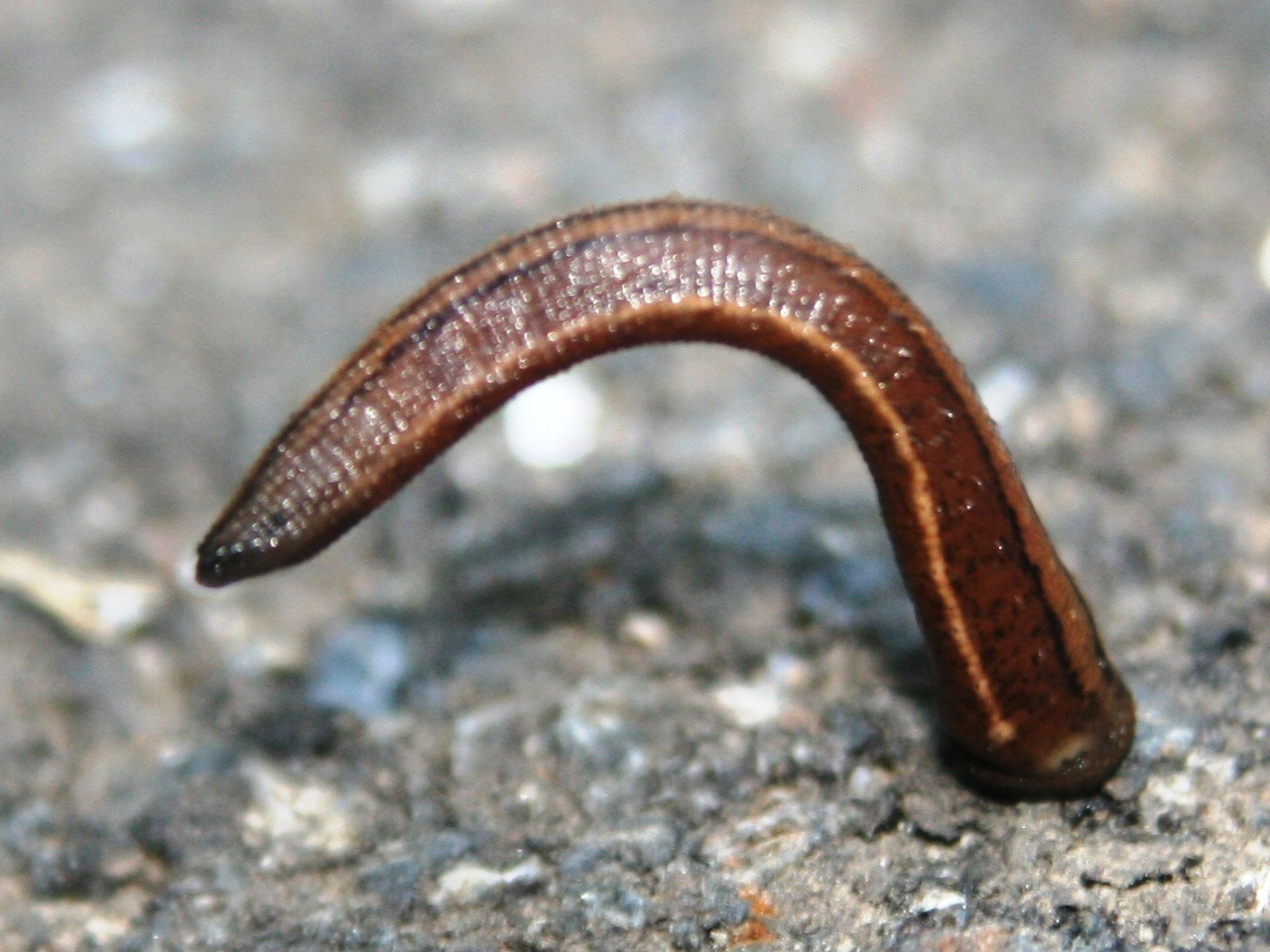
シャクトリムシのように移動するヤマビル

動物に触れるとすぐにとりつき、前後の吸盤でシャクトリムシのように移動し、皮膚の柔らかいところにとりついて吸血を始める。一般には、シカやイノシシが主な宿主とされている。他にツキノワグマ、ノウサギ、タヌキ、ニホンカモシカ、ニホンザルなども吸血されることが確認されており、ヤマドリやキジが吸血対象となった例も確認されている。
人間であれば、その衣服の中に入り込んで吸血することもある。靴下など、目が粗ければ頭をその隙間から突っ込んで吸血する例もある。キャラバンシューズにとりついたものが靴下に潜り込むまで30秒という測定もある。雨の時には活動はさらに活発になり、樹上に登って枝葉の先からぶら下がり、動物のより高いところにもくっついてくる。ビニール製カッパは張り付きやすいため、足下から首まではい上がるのに1分程度とのこと。
吸血の際は、まず先端側の吸盤にある口の中の顎によって皮膚を食い破り、血液凝固を阻害するヒルジンという成分を注入する。約1時間で満腹になるまで吸血するが、その間に水分を排出し、その成分を濃縮する。吸われている側は吸血されていることに気づきにくい。
満腹になると動物からはなれて地上に落ち、落ち葉の下などに隠れる。往々に吸血後に脱皮、産卵する。
乾燥には弱いが、気温は10℃以上であれば活動が可能で、冬以外は活動がある。房総半島では4-11月に活動が見られ、特に梅雨や秋雨の頃が活発とのこと。なお、自ら水中に入ることはない。

### 木の上から落ちてくること
ヤマビルは「木に登って通りすがりの獲物にくっついてくる」あるいは「樹上から獲物をめがけて落ちてくる」とはよくいわれる話で、さらには「樹上で狙いをつけると体を大きく降って飛びついてくる」と言った話も聞かれるものであるが、どうやら全て根拠のないものであるらしい。上記のようにヤマビルは地表かその近くに潜んで獲物を待ち、足を這い上ってくるもののようである。
樋口(2021)はこの点を本の題名に取り上げている。この書は著者が三重県の自然学習体験プログラムに参加し、その中で子供達とヤマビルに遭遇し、興味を持ったことから「子どもヤマビル研究会」を立ち上げた活動の顛末記であり、2015年にこの問題をテーマとしたという。もし登って落ちたとしたらヒルはその後どうするのか、そもそもヒルが木に登るのを見たことがあるか、それ以前にヒルが上から落ちて人を襲うとすれば、隊列をなして歩いていると先頭が狙われるが、現実には後ろほど襲われることが多いのではないだろうか、と言った疑問に始まり、森の中でシートを広げ、そこに座り込んで落ちてくるのを待つ実験で落ちてこないのを確認、更に木に登らせることも試みたがヒルは全て降りるばかりであった。最後はレインコートを着込んで実際にヒルがやって来るのを検証し、ヒルは足元から登ってくるだけであると判断した。なお、この研究について発表した場でも「そんなはずはない、木から落ちてくるのだ」と主張する人は後を絶たず、具体的にこんな風に実験したのだと説明すると驚かれ呆れられ、それでも「でも木から来るもんな」と言いつつ立ち去る人が少なくなかったという。ちなみに研究会の子ども達はウィキペディアも確認しており、本記事から「上から落ちてくる」という記述が消えたときには歓声を上げたという。この件は『探偵!ナイトスクープ』でも取り上げられ、2020年7月24日に『ヤマビルは木から落ちてくるか』で放映された。

## 生活史
親は血を吸うと約1ヶ月後に産卵する。卵は表面にハチの巣状の突起のある透明な卵嚢（cocoon）に包まれる。これは、産卵時にはゼラチン質の泡となっており、ヒルはこの中に産卵する。この泡が乾燥することで透明な皮膜となる。内部は黄色で美しく、山中征夫は「万人が神秘的と認めるほど」とまで言っている。一つの卵嚢には5-6個の卵が含まれる。なお、1個体の雌が生涯に作る卵嚢の数は20以上に達する。
孵化には約1ヶ月かかる。孵化直後の幼生は体長約5 mm。飼育による調査結果によると、3-4回の吸血で幼生は産卵可能な成体になり、これには約1年を要する。成体になるまでは1-6ヶ月に1回の吸血が必要であるが、それ以降は年に1回の吸血で足りる。成体は2年の絶食に耐える。生涯の吸血回数は多いもので8回ほど。飼育下での最長の寿命は5年であった。
雌雄同体であるが、交尾を行う。2個体が互いに首を絞めあうような形で交接する。

## 生育環境
一般には山地の森林に生息し、特に湿潤な、渓流沿いのコケの多いところなどに多数見られることがある。地理分布としては広いが、各地での生息域は狭く限られており、どこにでも見られるものではなかった。
しかしそれ以上に、吸血対象となる大型ほ乳類の生息域に依存していて、ときには、開けたところやちょっとした藪でも遭遇することがある。人里ではあるが、奈良公園の春日神社などには多く、ときおり藪に潜り込んだカップルが血を流しながら慌てて飛び出すのが見られたという。
ところが、平成頃からはあちこちでヤマビルの増加が言われるようになった。たとえば千葉県の房総半島では1975年頃には清澄寺 (鴨川市)を中心とする一帯に生息するのみだったものが東西南北に広がり、その生息面積は2005年には30倍ほどにもなっている。また市街地に出現する例も伝えられるようになった。丹沢山地、西濃、鈴鹿山脈、龍王峠などの山域でハイカーなどが吸血の被害を受けている。
これは人里近辺でシカなどが増加したと言われることと符合する。山中征夫 (2007) もシカの生息域拡大との共通性を述べ、地域の古老の言葉として「シカの糞からヒルがわく」を挙げて、シカがヒルの運搬にも荷担しているとする。実態は、シカやカモシカの蹄にヒルが寄生するためと考えられている。
梅谷献二は、この他に、生息地域へ入る観光客の増加が原因の一つではないかと述べている。梅谷によると、哺乳類の個体が高い頻度で吸血されると抗体ができ、抗体を持つ血液を吸ったヒルは死滅して、ヒルの個体数を抑制する作用があると考えられている。一方、ヒルと接触する機会を持たなかった観光客が多く来ることにより、ヒルは抗体に阻まれることなく増殖できたのだろうという。さらに、ヒルに付かれた人間が生息域外に移動したところでヒルが落ち、生息域の拡大につながった可能性も指摘している。
神奈川県では里山に隣接する住宅地でも多数の吸血被害が報告されている。

### ヒルに由来する地名
- ヒルコバ - 鈴鹿山脈の鈴ヶ岳と鈴北岳との鞍部。
- 蛭ヶ岳 - 丹沢山地。猟師がかぶる頭巾（ひる）に似た山容に由来する説などもある。
- ひるがの高原 - 岐阜県北西部の白山、鷲ヶ岳、大日ヶ岳に広がる高原。
- 蛭川 - 埼玉県本庄市児玉町。地名は旧河川に因む。武蔵七党児玉党の氏族の一つ、蛭川氏の本貫。

## 危害と対応

### 危害

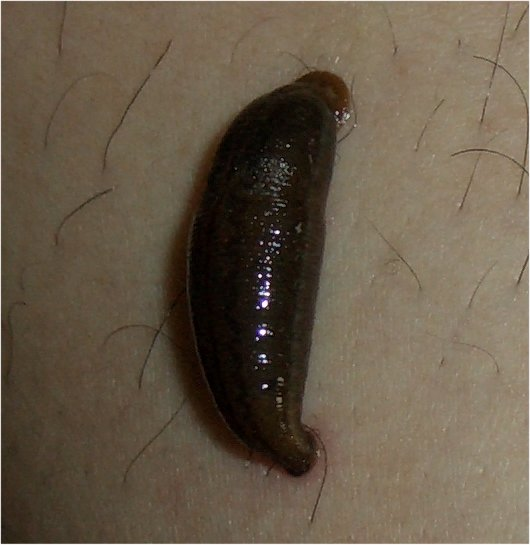
ヒトから吸血するヤマビル

一回の吸血量は、産卵をするような成体で2-3mlである。ただしその後も出血するので失血量はそれよりやや多くなる。
咬まれてもヒルの唾液には麻酔成分が含まれるため、痛みはそれほど感じない。咬まれた痕は丸い小さな傷口になり、血液凝固を阻害するヒルジンにより、しばらくは出血が止まらない。普通は2時間程度は少しずつ出血が続く。一旦止まっても、入浴などで再び出血することもある。その後も傷の治りは遅く、極端な例では二年に及ぶこともある。
猛烈なかゆみが出やすく1カ月近く続くこともある。
皮膚に付いた場合はアルコールが効果的で、近づけただけでも落ちる。そのほか、火を近づけたり、塩や塩分濃度の高い液体、食酢のような酸性の液体をかけたりすることも効果がある。食塩水を含ませた布を首に巻くという予防法もある。吸血跡は化膿止めをした方がよいとされている。なお、ヤマビルによって媒介される寄生虫や病原体は知られていない。
かゆみに対しては抗ヒスタミン剤などの軟膏が有効だが、アンモニアを含む薬は症状を悪化させるおそれがある。

### 地域での対策
地域での対策として、化学的防除、環境整備（落ち葉の除去や除草、樹木の間引き）などがある。またヤマビルの生息域拡大とシカやイノシシの生息域には深い関係があるとされており、野生動物の侵入防止柵の設置なども有効とされている。
人里での増加から、薬物などによる防除も行われているが、決め手は今のところない。日本ではヤマビル専用のディートを用いた防虫スプレーが市販されている。温度変化に敏感であることを利用し、サリチル酸2-ヒドロキシエチルやL-メントールを主成分としディートを含まない忌避剤を総合研究大学院大学の助教と秋田県立金足農業高等学校の生徒らが開発している。
放置された雑木林では湿気を少なくする里山としての整備が、シカとヤマビル対策になると考えられている。場所によっては、ハイキングコースの入口にヤマビル退治用の塩の入った瓶が置いてある。

### 個人での対策
個人での対策として、服装（長袖の着用や靴下の着用など）、忌避スプレーや食塩水（濃度20%以上）などの化学的防除、付着の有無の定期的な確認などがある。
にがりを利用した凝固剤のスプレーによって退治することができる。